# 조제 마리아 네베스

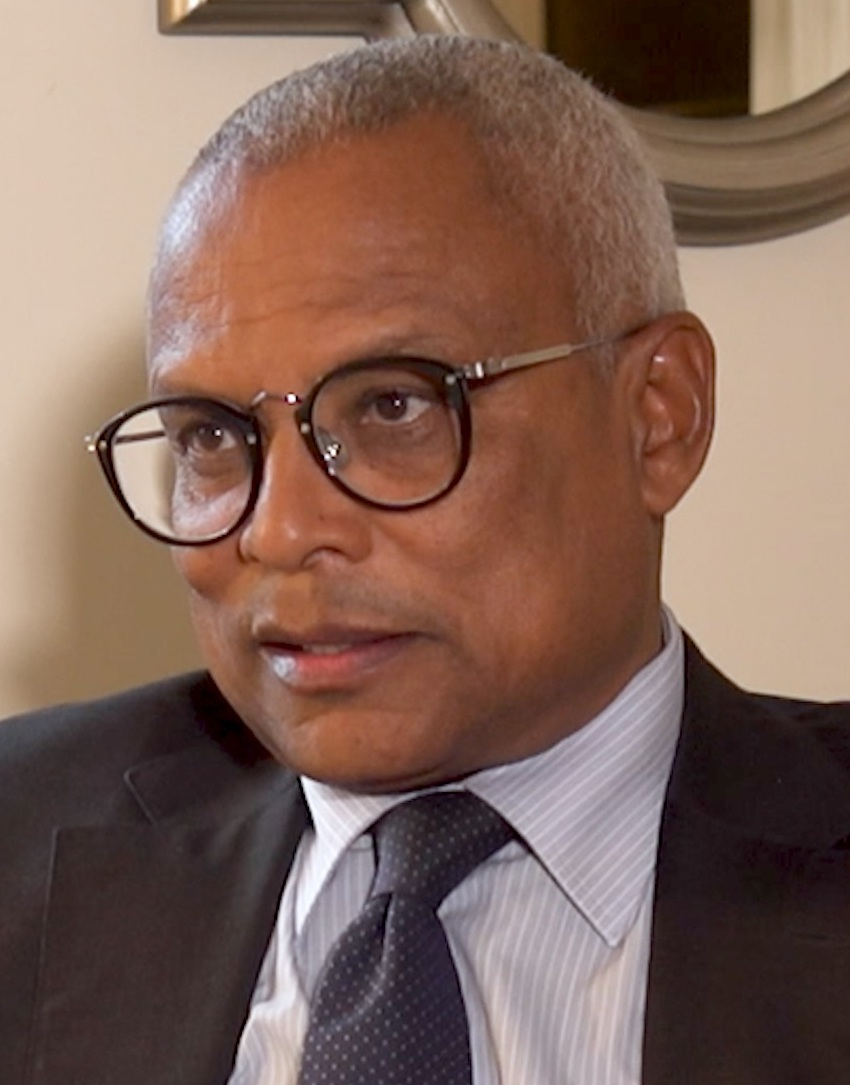
조제 마리아 네베스

조제 마리아 네베스(포르투갈어: José Maria Neves, 1960년 3월 28일~ )는 카보베르데의 정치인으로, 차기 카보베르데 대통령이다. 2001년부터 2016년까지 카보베르데의 총리를 역임하여 지냈으며, 카보베르데 독립 아프리카당 소속이다. 2021년 카보베르데 대선에서 득표율 51.7%를 얻어 득표율 42.4%를 얻은 라이벌 카를루스 베이가를 꺾고 대통령에 당선되었으며 그는 2021년 11월 9일에 카보베르데의 대통령으로 취임하여 재임 중이다.